# Хелминский диоцез
Хелминский диоцез (лат. Dioecesis Culmensis) — один из четырех диоцезов (епархий) в Пруссии. Он был создан 28 июля 1243 года папским легатом Вильгельмом Моденским. 25 марта 1992 года папа римский Иоанн Павел II преобразовал (путем изменения названия) Хелминский и Пельплинский диоцез. Территория прежней епархии также частично вошла в состав епархий: Торунь, Гданьск и Гнезно.
Резиденцией епископа с 1824 года была Хелмжа с собором Святой Троицы, а затем Пельплин с собором Успения Пресвятой Девы Марии. Епископы Хелминские первоначально пребывали в Хелмно (1243—1251) и Хелмже (1251—1821), а в 1257—1773 годах их резиденцией был замок в Любаве. Название епархии (диоцеза) происходит от Хелминской земли, которая, в свою очередь, от названия её столицы, Хелмно.

## История
В настоящее время доминирует точка зрения, что истоки епархии датируются 1216 годом, когда папа римский Иннокентий III назначил епископом миссионера Христиана, которого позже назвали епископом Пруссии. Он получил хелминскую каштелянию, принадлежавшую Мазовецкому княжеству и Плоцкой епархии, чтобы оттуда вести миссионерскую деятельность среди пруссов. В 1222 году князь Конрад I Мазовецкий подарил ему Хелминскую землю, а епископ плоцкий Гедко — дал права епископа. Однако до 1243 года продолжался спор между святым престолом и Христианом о разделении епархии в Пруссии, завершившийся обозначением границ и созданием Хелминской епархии.
Первым епископ Хелминским в 1245 году стал уроженец Верхней Саксонии доминиканец Хейденрик (Генрих), в 1253 с санкции папы римского Иннокентия IV короновавший Великого князя литовского Миндовга. Епархия входила в состав Рижской митрополии.
После заключения Второго Торуньского мира в 1466 году между Польшей и Тевтонским орденом часть Помезанской епархии оказалась в составе Королевской Пруссии. Эти территории уже в 15 веке перешли под контроль Хелминского диоцеза. После секуляризации Тевтонского ордена, создания герцогства Пруссия и перехода местных епископов в лютеранство в 1525 году окрестности городов Нове-Място-Любавске и Ласин были переданы Хелминской епархии. Остальные районы Помезанской епархии, находившиеся в составе Речи Посполитой (Мальборкское воеводство), были переданы под юрисдикцию хелминских епископов, хотя сохранили традиционное название Помезанской епархии. Это было официально подтверждено римской курией в 1550 и 1601 годах.
В 1505 году король польский Александр Ягеллон предлагал включить Хелминскую епархию в состав Варминской архиепархии. В 1566 году после секуляризации Рижского архиепископства епископы Хелминские стали добровольно принимать участие в синодах Гнезненской митрополии. С тех пор до 1763 года епископы хелминские использовали также титул епископов помезанских (как епископы Вармии использовали титул епископов Самбии).
Окончательно Хелминский диоцез был присоединен к Гнезненской митрополии в 1821 году, когда папа римский Пий VII издал буллу De salute animarum, в которой с 16 июля обозначил новые границы епархии в составе Прусского королевства. В состав Хелминской епархии вошли Поморский архидиаконат, Краина и окрестности городов Гужно и Дзялдово. Резиденция епископства в 1824 году была перенесена в Пельплин.
В Хелминской епархии уже перед Первой мировой войной работали различные католические молодежные организации. Но только с 1921 года начала формироваться единая структура, охватывающая организационной сетью всю епархию. Идеология Общества Польской Молодежи пополняла, развивала и укрепляла те ценности, которые прививала молодым людям церковь. С самого начала своего существования Общество взяло себе за цель — воспитание молодежи в католическом и национальном духе, опуская в своей деятельности все политические дела и влияние партий.
В начале Второй мировой войны произошла самая трагическая глава в истории Хелминского диоцеза. Немецкие оккупанты убили 356 священников, в том числе почти всех пельплинских каноников и профессоров местной Высшей Духовной Семинарии и знаменитого коллегиума Марианум. Кафедральный собор в Пельплине был разграблен, немцы устроили в нем школу полиции. Епархиальный архив был вывезен. Также оккупанты закрыли много других костелов, а их здания передали на другие нужды (гаражи, кинотеатры, склады). Совершались акты кощунства и вредоносные разрушения (среди других сакральных объектов Кальварии Вейхеровской). Использование польского во время мессы и исповеди жестоко наказывалось. 29 ноября 1939 года Ватикан назначил епископа гданьского Кароля Марию Сплетта (германского гражданина) администратором Хелминской епархии (в отсутствие епископа Войцеха Окониевского, который после начала войны бежал за границу). Это назначение было сделано без консультаций с польским правительством и, следовательно, с нарушением положений действующего договора.
В 1992 году папа римский Иоанн Павел II издал буллу Totus tuus Poloniae populus, в которой с 25 марта 1992 года реорганизовал церковную администрацию в Польше. Была создана, в частности, Гданьская митрополия, которой были подчинены епархии Торуня и Пельплина, которая являлась наследницей Хелминской епархии.

## Капитул
Хелминский кафедральный капитул был создан в 1251 году. Коллегиальная церковь была создана в 1519 году при соборе Успения Пересвятой Богородицы в Хелмно. Примерно с 1821 по 1832 год существовала коллегиальная церковь в Камне-Краеньском при костеле Пресвятой Девы Марии и Святых Апостолов Петра и Павла. Вновь коллегиата была основана в 1964 году. Вторая коллегиата существовала с 1960 года в Хелмже в бывшем кафедральном соборе Пресвятой Троицы.